# 中国電力坂グラウンド
中国電力坂グラウンド（ちゅうごくでんりょく・さか・グラウンド）は、広島県安芸郡坂町にある中国電力が管理する陸上競技場および球技場。正式名称は中国電力坂スポーツ施設、通称中電坂グラウンド。

## 概要
中国電力の福利厚生施設。
中国電力陸上競技部が使用するほか、中国電力レッドレグリオンズの会場、あるいはサッカー会場として使用されている。
ほかにも町内の小学校の持久走大会や中学校の部活の競技場などにも使われている。

## 施設概要

### 陸上競技場

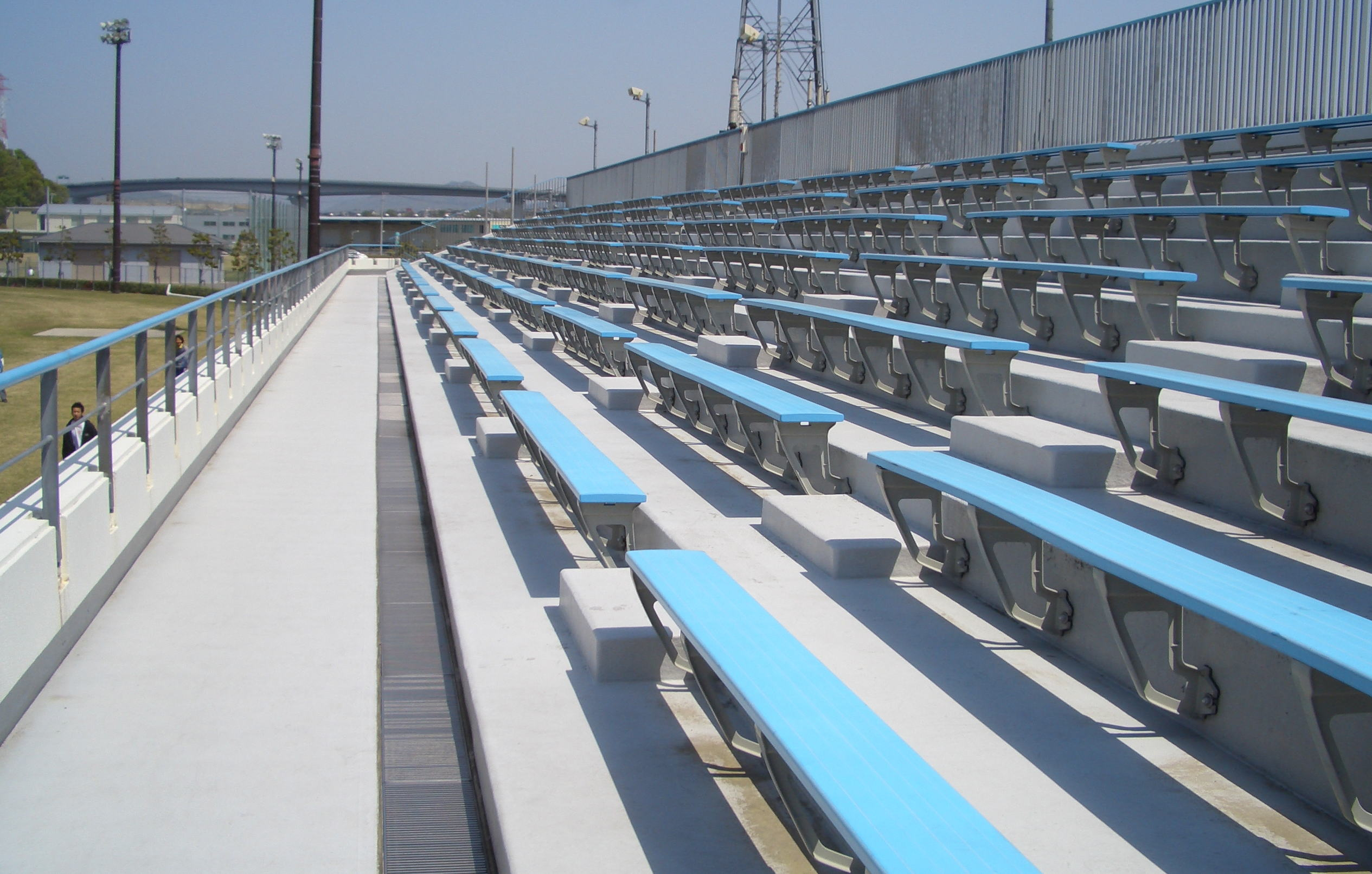
陸上競技場観客席

- 日本陸上競技連盟第4種公認
- トラック：400m×6レーン、全天候舗装
- フィールド：不明、天然芝
- 収容人員：不明、簡易観客席
- 夜間照明

### 球技場

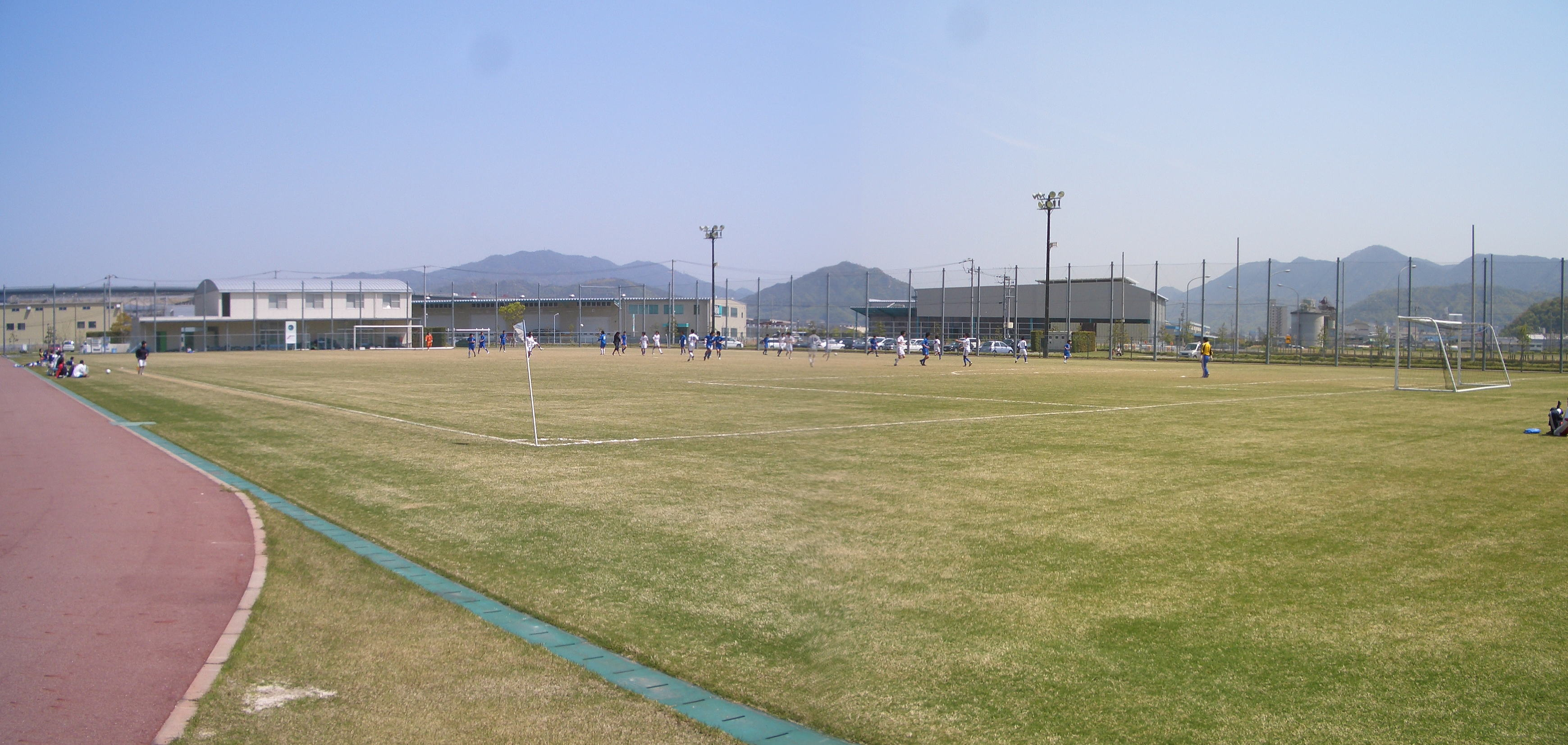
サッカー・ラグビー場

- フィールド：不明、天然芝
- 収容人数：不明、客席なし
- 得点板
- 夜間照明

## 交通
- JR呉線坂駅下車徒歩約10分
- 車で広島呉道路坂北インターチェンジから約5分